# Coupe de Luxembourg 1938-1939
La Coppa di Lussemburgo 1938-1939 è stata la 18ª edizione della coppa nazionale lussemburghese disputata tra il 21 agosto 1938 e il 2 aprile 1939 e conclusa con la vittoria del US Dudelange, al suo primo titolo.

## Formula
Eliminazione diretta in gara unica.

### 1º Turno preliminare
•Aris Bonnevoie e Gold a Ro't Wiltz,passano direttamente il turno.
| Squadra 1             | Risultato | Squadra 2                   |
| --------------------- | --------- | --------------------------- |
| 21 agosto 1938        |           |                             |
| AS Luxembourg         | 1 − 5     | Differdange                 |
| Egalité Weimerskirch  | 11 − 1    | Swift Hesperange            |
| Jeunesse 07 Kayl      | 3 − 2     | Oberkorn                    |
| Jeunesse Wasserbillig | 8 − 5     | Rapid Neudorf               |
| Orania Vianden        | 2 − 4     | Amis des Sports Schifflange |
| Pétange               | 16 − 0    | Sandweiler                  |
| Red Black Pfaffenthal | 4 − 3     | Alliance Dudelange          |
| Steinfort             | 0 − 2     | CS Hollerich                |
| US Niederwiltz        | 4 − 3     | Racing Rodange              |

| Squadra 1           | Risultato | Squadra 2                 |
| ------------------- | --------- | ------------------------- |
| 18 settembre 1938   |           |                           |
| Tricolore Muhlenweg | 7 − 0     | FC Luxemburg/Limpertsberg |

### 2º Turno preliminare
| Squadra 1            | Risultato | Squadra 2                   |
| -------------------- | --------- | --------------------------- |
| 2 ottobre 1938       |           |                             |
| Aris Bonnevoie       | 4 − 1     | CS Hollerich                |
| Chiers Rodange       | 9 − 0     | Jeunesse Wasserbillig       |
| Differdange          | 3 − 2     | Red Black Pfaffenthal       |
| Egalité Weimerskirch | 2 − 3     | Pétange                     |
| Gold a Ro't Wiltz    | 1 − 0     | Amis des Sports Schifflange |
| Jeunesse 07 Kayl     | 0 − 5     | Jeunesse Esch               |
| Spora Luxembourg     | 6 − 0     | Steinfort                   |
| US Niederwiltz       | 5 − 1     | Tricolore Muhlenweg         |

### Ottavi di finale
| Squadra 1                | Risultato | Squadra 2            |
| ------------------------ | --------- | -------------------- |
| 30 ottobre 1938          |           |                      |
| Avenir Beggen            | 2 − 1     | Aris Bonnevoie       |
| Chiers Rodange           | 3 − 2     | Differdange          |
| Fola Esch                | 1 − 3     | Stade Dudelange      |
| Gold a Ro't Wiltz        | 4 − 11    | Jeunesse Esch        |
| Progrès Niedercorn       | 9 − 0     | US Niederwiltz       |
| The National Schifflange | 1 − 5     | Red Boys Differdange |
| Union Luxembourg         | 10 − 3    | Pétange              |
| US Dudelange             | 2 − 1     | Spora Luxembourg     |

### Quarti di finale
| Squadra 1          | Risultato | Squadra 2            |
| ------------------ | --------- | -------------------- |
| 15 gennaio 1939    |           |                      |
| Avenir Beggen      | 3 − 4     | Red Boys Differdange |
| Progrès Niedercorn | 1 − 7     | US Dudelange         |
| Stade Dudelange    | 15 − 4    | Union Luxembourg     |

| Squadra 1       | Risultato | Squadra 2      |
| --------------- | --------- | -------------- |
| 5 febbraio 1939 |           |                |
| Jeunesse Esch   | 6 − 0     | Chiers Rodange |

### Semifinali
| Squadra 1            | Risultato   | Squadra 2       |
| -------------------- | ----------- | --------------- |
| 12 marzo 1939        |             |                 |
| Jeunesse Esch        | 1 − 2       | US Dudelange    |
| Red Boys Differdange | 2 − 2 (dts) | Stade Dudelange |

| Squadra 1                 | Risultato | Squadra 2            |
| ------------------------- | --------- | -------------------- |
| 19 marzo 1939 (Spareggio) |           |                      |
| Stade Dudelange           | 2 − 1     | Red Boys Differdange |

## Finale
| Arbitro: | Maurice Hamus |

|                |           |           |
| 16’, 60’ Pauly | Marcatori | 1’ Geimer |